# 綿貫譲治
綿貫 譲治（わたぬき じょうじ、1931年1月26日 - 2015年7月3日）は、日本の政治学者・社会学者。上智大学名誉教授。専門は、政治社会学、比較社会学、国際関係論。

## 略歴
アメリカ合衆国カリフォルニア州生まれ。1948年都立一高卒業、1953年東京大学文学部社会学科卒。1955年同大学院社会学研究科中途退学。東京大学文学部社会学研究室助手（1955-60年）、同専任講師（1960-64年）、助教授（1964-71年）を経て、上智大学外国語学部教授（1971-99年）、創価大学文学部社会学科教授（1999-2006年）を務めた。
学外では国際社会学会副会長（1982-86年）、日本社会学会会長（1992-94年）を歴任した。行動論政治学のアプローチをとった、投票行動についての実証的研究で知られた。

## 著作

### 単著
- 『現代政治と社会変動』（東京大学出版会, 1962年）
- 『日本の政治社会』（東京大学出版会, 1967年）
- 『日本政治の分析視角』（中央公論社［中公叢書］, 1976年）

### 共著
- （青井和夫・大橋幸）『今日の社会心理学（3）集団・組織・リーダーシップ』（培風館, 1962年）
- （三宅一郎・猪口孝・蒲島郁夫）『日本人の選挙行動』（東京大学出版会, 1986年）
- （三宅一郎）『変動する日本人の選挙行動（2）環境変動と態度変容』（木鐸社, 1997年）
- The Crisis of Democracy: Report on the Governability of Democracies to the Trilateral Commission, with Michel Crozier and Samuel P. Huntington, (New York University Press,  1975). （サミュエル・P・ハンティントン、ミッシェル・クロジェ共著、綿貫監訳『民主主義の統治能力 (ガバナビリティ) 』サイマル出版会, 1976年）

### 編著
- 『現代社会と人間』（研究社出版, 1972年）
- 『社会学講座（7）政治社会学』（東京大学出版会, 1973年）

### 共編著
- （松原治郎・蓮見音彦）『農村社会構造と農協組織』（時潮社, 1964年）
- （松原治郎）『社会学研究入門』（東京大学出版会, 1968年）
- （細谷千博）『対外政策決定過程の日米比較』（東京大学出版会, 1977年）
- （広瀬和子）『新国際学――変容と秩序』（東京大学出版会, 1995年）

### 訳書
- エドウィン・セリグマン『社会思想史（上・下）』（角川書店［角川文庫］, 1957年）
- ラインハルト・ベンディックス『官僚制と人間』（未來社, 1956年）
- セイモア・リプセット、ジャン・リンツ、アレン・バートン『投票の心理――政治行動の一分析』（みすず書房, 1957年）
- チャールズ・ライト・ミルズ『パワー・エリート（上・下）』（東京大学出版会, 1958年）
- T.B.ボットモア『エリートと社会』（岩波書店, 1965年）
- アミタイ・エツィオーニ『組織の社会学的分析』（培風館, 1966年）